# 九龍維景酒店
22°19′10″N 114°10′34″E / 22.319412°N 114.175975°E
九龍維景酒店（英語：Metropark Hotel Kowloon，2006年前稱「京華國際酒店」）是香港一間四星級酒店，位於九龍何文田窩打老道75號，由香港中旅集團旗下的維景國際酒店管理有限公司管理。

## 酒店設施

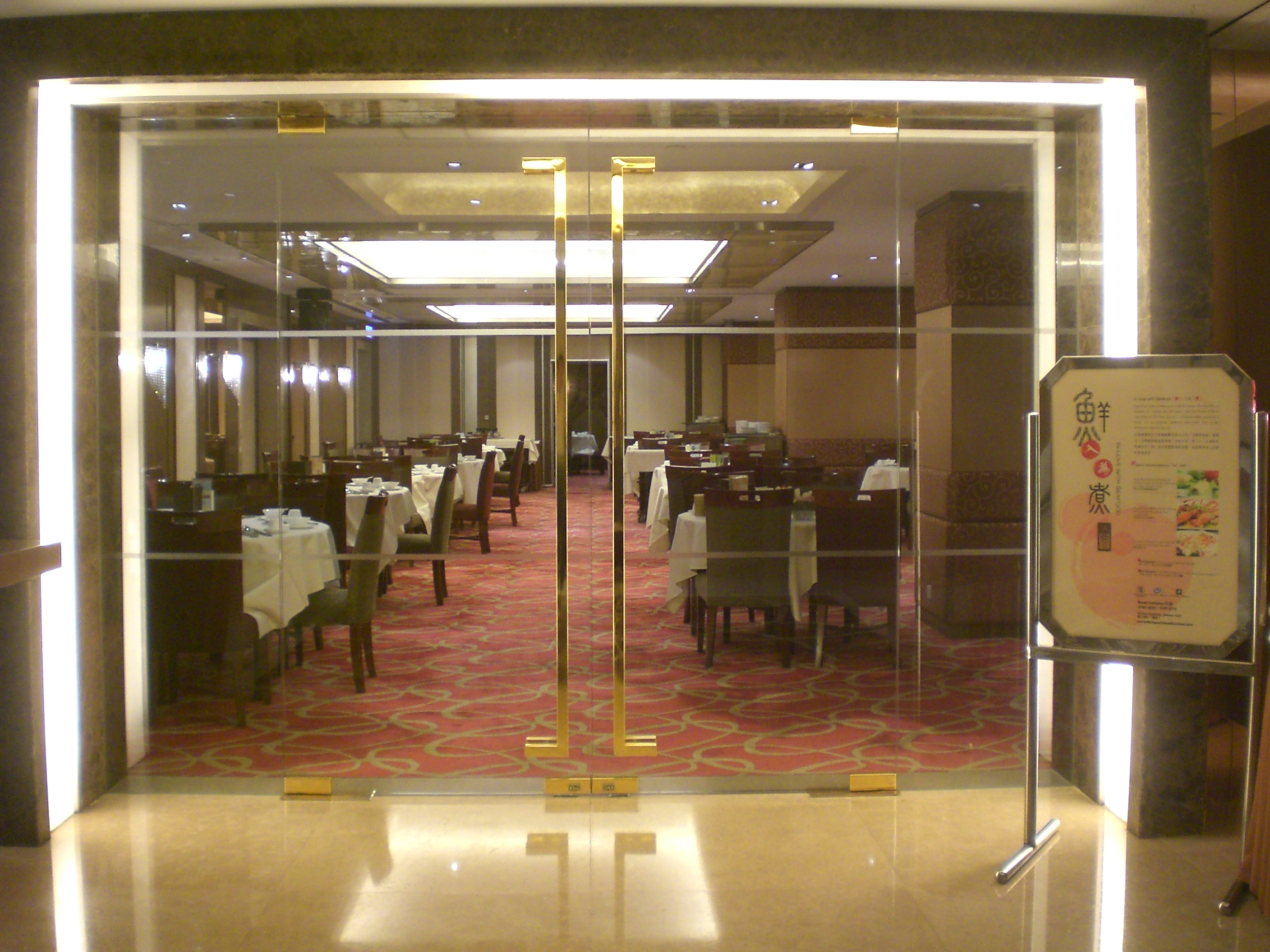
中餐廳

### 頂樓
- 游泳池
- 健身室
- 日光浴場

### 17樓
- 會所

### 2樓
- 中餐廳
- 宴會廳

### 1樓
- 酒店大堂
- 西餐廳
- 商務中心
- 托兒服務
- 醫務室

### 地下
- 酒吧
- 餅店
- 花店
- 上落客區

### 地庫
- 停車場

## 餐廳
- 唐宮中餐廳 餐廳資料
- 棕櫚閣西餐廳 餐廳資料
- 適式吧 餐廳資料
- 京華餅店 餐廳資料

## 香港SARS源頭

9樓房間沙士傳播情況

在2003年2月21日，一名中國内地广州來香港探親的医学院教授（劉劍倫）住客，入住九龍京華國際酒店911房，將SARS傳染給和他一同乘搭电梯的其他十六名旅客。該名內地醫生曾在广州参加SARS疾病治疗，不幸被感染，於3月4日在香港廣華醫院不治去世。以他為傳染源，和他同电梯的外籍旅客把SARS病毒带到加拿大等世界其它国家，大批香港醫院的醫護工作人員感染SARS，甚至不幸殉職。因此京華國際酒店911房被确认为香港2003年SARS的传染源頭。

## 鄰近建築
- 油麻地消防局

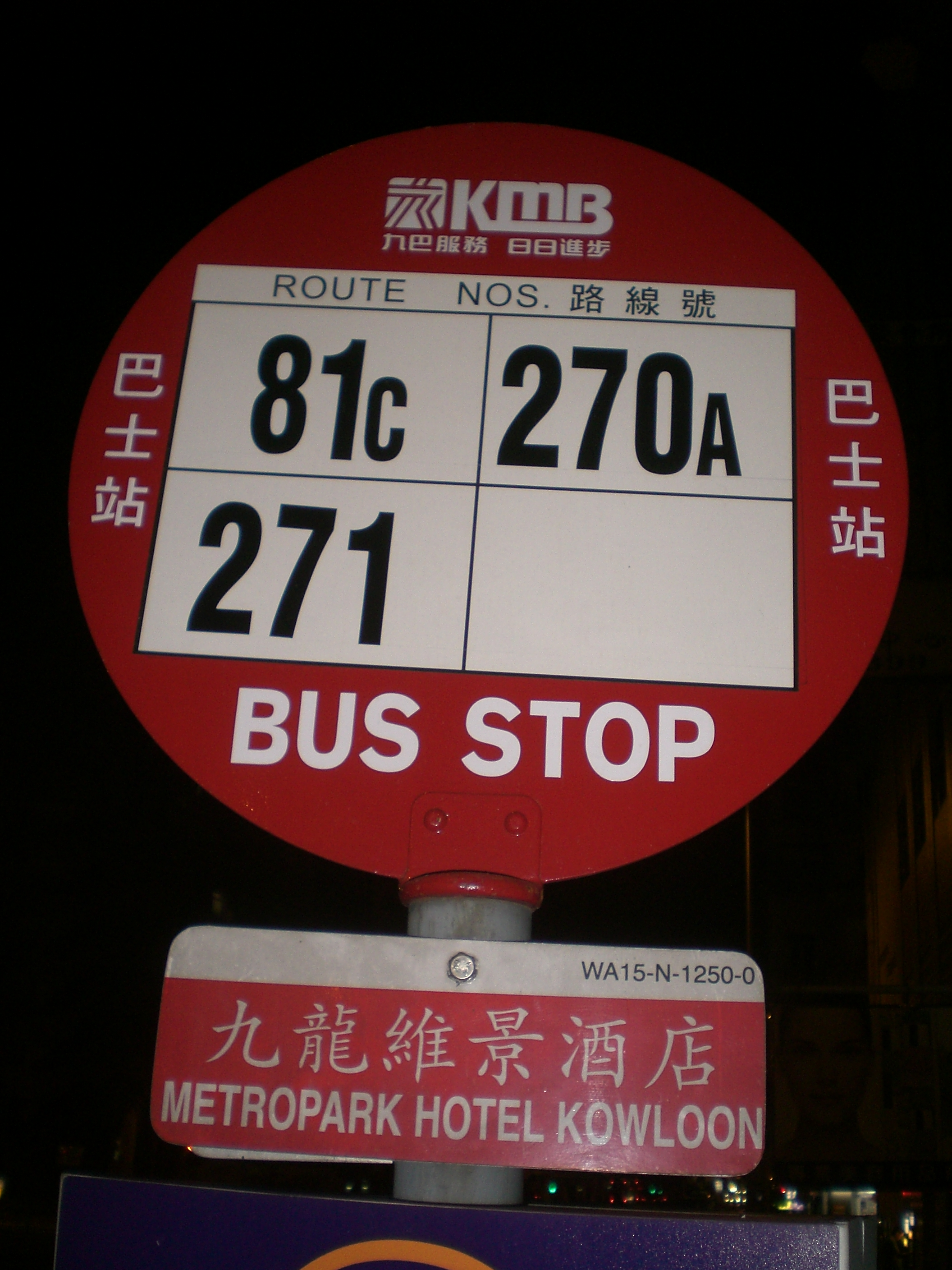
公共交通

- 香港中華基督教青年會九龍會所及青年會國際賓館
- 真光女書院
- 循道衛理聯合教會安素堂
- 香港信義會真理堂
- 九龍華仁書院及聖依納爵堂
- 廣華醫院
- 麥花臣遊樂場
- 麥花臣場館
- 麥花臣匯
- 雅蘭中心
- 荷李活商業中心 (旺角)
- 招商永隆銀行中心
- 好景商業中心
- 旺角電腦中心
- 兆萬中心
- 銀城廣場
- 旺角廣場
- 家樂坊
- 潮流特區
- 新興大廈
- 信和中心
- 東華學院
- 旺角中心
- 皆旺商業大廈
- 先達廣場
- 上海商業銀行大廈
- 旺角滙豐大廈
- 彌敦道700號（TOP This is our Place）
- 惠豐中心
- 朗豪坊
- 恒生113
- 培正中學
- 九龍公共圖書館
- 前中華電力總辦事處（亞皆老街139－147號）
- 九龍醫院（亞皆老街147號A）
- 醫院管理局大樓（亞皆老街147號B）
- 衞生防護中心（亞皆老街147號C）
- 香港眼科醫院（亞皆老街147號K）
- 九龍城裁判法院（亞皆老街147號M）

## 外部連結
- 九龍維景酒店 資料 （页面存档备份，存于）
- 九龍維景酒店 官方網 （页面存档备份，存于）

1. ↑  .   [2019-11-08]. （原始内容存档于2017-01-17）. （页面存档备份，存于）
2. ↑  .   [2019-11-08]. （原始内容存档于2017-02-09）. （页面存档备份，存于）
3. ↑  .   [2019-11-08]. （原始内容存档于2016-10-02）. （页面存档备份，存于）
4. ↑  .   [2019-11-08]. （原始内容存档于2016-10-02）. （页面存档备份，存于）
5. ↑  .   [2019-11-08]. （原始内容存档于2016-10-20）. （页面存档备份，存于）
6. ↑  .   [2019-11-08]. （原始内容存档于2016-10-23）. （页面存档备份，存于）
7. ↑  .   [2019-11-08]. （原始内容存档于2016-10-21）. （页面存档备份，存于）
8. ↑  .   [2019-11-08]. （原始内容存档于2016-10-25）. （页面存档备份，存于）
9. ↑  .   [2019-11-08]. （原始内容存档于2016-10-20）. （页面存档备份，存于）